# Norrlandsfönstret

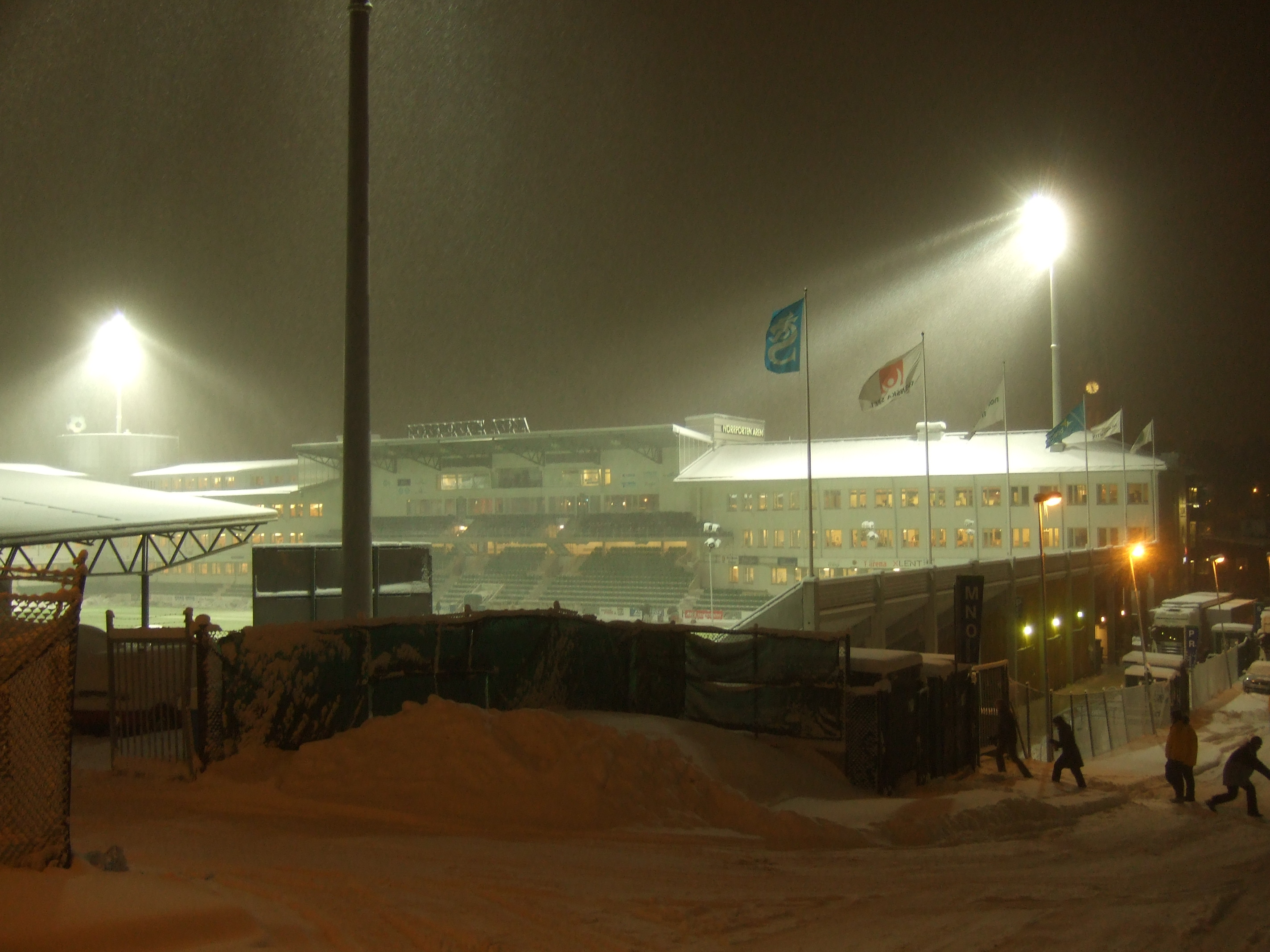
Bland annat vädret har gjort att Norrland inte förknippats med fotboll. Intensivt snöfall i samband med pålandsvind i Sundsvall vid allsvensk kvalmatch mellan GIF Sundsvall och Gefle IF den 10 november 2010.

Norrlandsfönstret är en symbolisk sportterm i Sverige, som främst använts inom fotboll sedan 1960-talets mitt. Då minst ett lag från Norrland för tillfället tävlar i någon av Sveriges högsta divisioner talar man om att Norrlandsfönstret står öppet. Om däremot inget lag från Norrland för tillfället tävlar i aktuell högstadivision talar man om att Norrlandsfönstret är stängt.

## Definition
Termen brukar avse herrfotboll och i synnerhet Allsvenskan, där lag från Norrland historiskt sett inte haft så många större framgångar, och det kunnat gå flera år mellan deltagande. Synsättet präglas av äldre tiders (fram till mitten av 1950-talet) förhållanden då lag från stora delar av Norrland inte tilläts delta i spel i högsta serien i fotboll och ishockey på grund av avstånden.
Vädermässigt förknippades Norrland inte heller med fotboll, eftersom vinterväder kan råda på flera håll i både början och slutet av säsongen då de högre serierna normalt spelas från början av april till början av november.

## Historik
I herrfotboll fick lag norr om Hälsingland fram till säsongen 1953/1954 inte delta i spel i Division II eller Allsvenskan. Istället tävlade de främsta lagen i Norrländska mästerskapet. De tio bäst placerade Norrlandslagen från tredjedivisionen föregående säsong utgjorde tillsammans den första historiska Division 2 Norrland 1953/1954. Segrare blev dock ett lag från Gävleborgs län, Sandvikens AIK, som inte omfattats av de tidigare reglerna, varför det allsvenska norrlandsfönstret förblev stängt ännu ett tag. Säsongen 1954/1955 var det Sandvikens IF som gick upp i Allsvenskan, men säsongen 1955/1956 blev Lycksele IF det första laget norr om Gävleborg som vunnit den näst högsta serien. Denna säsong gick dock inte segraren direkt upp i Allsvenskan, utan var tvungen att kvala. I kvalet förlorade Lycksele mot Gais med totalt 0–10, och fick därmed fortsätta i andradivisionen.
De följande säsongerna kvalade GIF Sundsvall (tre gånger), Skellefteå AIK, IFK Luleå (två gånger) samt IFK Holmsund till Allsvenskan utan framgång, innan GIF Sundsvall slutligen 1964 lyckades ta sig hela vägen till högsta serien – då begreppet "Norrlandsfönstret" myntades inför säsongen 1965 av Rudolf "Putte" Kock. 1976 blev IFK Sundsvall först norr om Gävleborg med att spela sig kvar i Allsvenskan mer än en säsong.
Östersunds FK kom att 2016 bli Jämtlands och hela inre Norrlands första lag i Allsvenskan, och blev 2017 det första norrländska laget (Gävleborg inräknat) som vunnit Svenska cupen. 2018 slutade Östersund respektive GIF Sundsvall på sjätte respektive åttonde plats i Allsvenskan, det vill säga två norrländska lag på den övre tabellhalvan samtidigt för första gången, och de har tagit varsin femteplats (2017 respektive 1988) som högst av alla norrländska lag.

## Undantag
Termen används inte i de fall där den högsta serien är geografiskt indelad, och inte heller då lag från Norrland dominerar eller sedan länge är starkt etablerade i den högsta divisionen.
Inom damfotboll (som startade nationellt divisionsseriespel först år 1978) har det varit betydligt vanligare med norrländska lag i den högsta divisionen, med flera mästerskapstitlar därtill (av Sunnanå SK, Umeå IK och Piteå IF), och man har i stort sett aldrig talat om Norrlandsfönstret. En anledning till dessa framgångar sägs vara att damfotbollen inte har samma konkurrens från ishockeyn, gällande sponsorintresse och liknande, vilket utgör helt andra förutsättningar. På herrsidan har norrländska klubbar haft svårt att värva stjärnspelare, samtidigt som lokalt fostrade sådana vanligen lockats söderut utan att återvända.
I ishockey öppnades Sveriges högsta division för lag från hela Sverige från säsongen 1955/1956, och Skellefteå AIK kvalade in som första lag norr om Gävleborg. Termen användes i fortsättningen allt mindre, då de norrländska lagens goda resultat de följande åren gjorde norrländska lag och framgångar mer självklara.

### Fotnoter
1. ↑  ”Norrlandsfönstret på glänt”. Dagens Nyheter. 10 november 2010. https://www.dn.se/arkiv/sport/norrlandsfonstret-pa-glant-3/. Läst 11 augusti 2022.
2. ↑  ”Allsvenskan historia”. www.allsvenskan.se. Arkiverad från originalet den 21 februari 2022. https://web.archive.org/web/20220221141915/http://www.allsvenskan.se/historia/#d1950. Läst 12 januari 2016.
3. ↑  Jan Hansson (5 januari 2011). ”Sportspegeln öppnade en ny värld för oss som älskade idrott”. Borås tidning. https://www.bt.se/jan-hansson/sportspegeln-oppnade-en-ny-varld-for-oss-som-alskade-idrott/. Läst 31 mars 2015.
4. ↑  Ola Bränholm (28 oktober 2015). ”Norrlandsfönstret på vid gavel”. SVT Sport. http://www.svt.se/sport/fotboll/norrlandsfonstret-pa-vid-gavel/. Läst 1 november 2015.
5. ↑  "Ett nytt Sundsvall som ÖFK möter i första träningsmatchen", ÖFK 24 januari 2020.
6. ↑  "Lagerbäck ville ha fadderskap", Expressen 2010-04-02.
7. ↑  "Fotbollens mest berömda fönster riskerar stängas", Aftonbladet 2002-04-01.